# Torsåkers församling, Uppsala stift
Torsåkers församling är en församling i Gästriklands kontrakt i Uppsala stift. Församlingen utgör ett eget pastorat och ligger i Hofors kommun i Gävleborgs län.

## Administrativ historik
Den kristna församlingen har medeltida ursprung och kyrkan är byggd på den plats där det vikingatida templet låg. Inne i kyrkan finns två runstenar med inskrift. Församlingen utgjorde ett eget pastorat fram till 1911, då Hofors församling bröts ur och denna blev till 1944 moderförsamling i pastoratet Torsåker och Hofors. Från 1944 utgör församlingen ett eget pastorat.

## Kyrkor
- Torsåkers kyrka